# Г. Лелевич
Лабори Ги́лелевич Калмансо́н (литературные псевдонимы Г. Лелевич и Л. Могилевский; 17 сентября 1901, Могилёв — 10 декабря 1937, Челябинск) — русский советский поэт, литературный критик и редактор, один из руководителей ВАПП.

## Биография
Сын поэта Гилеля Моисеевича Калмансона (1868—1937, псевдоним Перекати-Поле). Имя Лабори получил в честь Фернана Лабори (1860—1917) — адвоката на процессе Дрейфуса. Учился в реальном училище в Могилёве (где был известен как Лорик Калмансон), публиковался в ученическом литературном журнале. Писать начал с детства, серьёзно литературной деятельностью начал заниматься в 1917 году, когда под псевдонимом Л. Могилевский дебютировал подборкой стихотворений в могилёвской газете «Молот». В 1917 году переехал с отцом в Гомель, откуда был направлен в Самару. Был арестован и приговорён к расстрелу, после побега — на подпольной работе, с 1919 года вновь в Гомеле. Работал одним из редакторов газеты Гомельского губкома РКП(б) «Полесская правда», в которой выступал с публицистическими и литературоведческими статьями. В конце 1922 года переехал в Москву.
Один из основателей группы пролетарских писателей «Октябрь» (в декабре 1922 года) и Московской ассоциации пролетарских писателей (МАПП) (в марте 1923 года), а также журнала «На посту». Являлся членом правлений Всероссийской ассоциации пролетарских писателей (ВАПП) и МАПП, членом секретариата международного Бюро связей пролетарской литературы и членом редакций журналов «На посту» и «Октябрь». После раскола руководства РАПП в феврале 1926 года был отстранëн от руководства и вошëл в состав объединения так называемых «левых» рапповцев (кроме него, также С. А. Родов и А. Безыменский). «Левые» рапповцы оспаривали принципы организации РАПП и отказались от сотрудничества с писателями-попутчиками.
Будучи сослан в Саратов, был членом губернского суда, с 1927 по 1929 год — доцент кафедры истории русской литературы педагогического факультета Саратовского университета. Опубликовал серию литературно-критических статей в газете «Саратовские Известия».
Автор сборников стихов «Набат» (1921), «В Смольном» (1925), поэмы «Голод» (1921) и других. Выступал за новаторство в пролетарском искусстве, за «партийное руководство» литературой.
Из стихов этого периода широко известна его пролетарская «Коммунэра о чекисте Семёнове»:
Всю ночь огни горели в губчека.

Коллегия за полночь заседала.

Семёнова усталая рука

Пятнадцать приговоров подписала.

И вот землёй засыпаны тела…

Семёнов сел в хрипящую машину,

И лишь на лбу высоком залегла

Ещё одна глубокая морщина.
Его «коммунэра» «Повесть о комбриге Иванове» была экранизирована в 1923 году режиссёром Александром Разумным
Режиссёр: Александр Разумный

Сценаристы: Борис Волин, Г. Лелевич, Семён Родов

Оператор: Александр Разумный

Художник: Александр Разумный

Страна: СССР

Производство: Пролеткино

Год: 1923

Премьера: 2 ноября 1923

Актёры: Пётр Леонтьев, Мария Блюменталь-Тамарина, Н. Беляев, Ольга Третьякова, Г. Волконская
Опубликовал книги «На литературном посту. Статьи и заметки» (1924), «Творческие пути пролетарской революции» (1925), «Поэзия революционных разночинцев 60-80-х гг. XIX в.» (1931). С 1925 года принадлежал к «новой» (ленинградской) оппозиции. Автор воспоминаний о событиях революционного времени: «В дни Самарской учредилки» (1921), «Анархо-максималистская революция в Самаре в мае 1918 года» (осколки воспоминаний, 1922), «Из истории крестьянского движения в Могилёвской губернии накануне Октябрьской Революции» (1922), «Что стало с тов. Либерсоном» (фактическое разъяснение по поводу статьи «К вопросу о днях Самарской учредилки», 1922). Опубликовал первое исследование стрекопытовского мятежа в Гомеле.

## Репрессии и конец
В 1929 году за участие в троцкистской оппозиции Лабори Калмансон был исключён из партии и сослан в Соликамск на 3 года. Отошёл от оппозиции в 1930 году и был досрочно возвращён из ссылки.
Во время сталинских репрессий в период после убийства Кирова арестован и осуждён на 5 лет заключения. В 1937 году повторно осуждён и расстрелян в Челябинске 10 декабря 1937. Его сын Варлен Лаборьевич Лелевич (1923—1941) был арестован на улице в 1939 году, отбывал наказание в тюрьме № 1 УНКВД Иркутской области; повторно осуждён и расстрелян 11 декабря 1941 года. Отец Калмансона разделил участь сына и был расстрелян в 1937 году. Позднее Лабори Калмансон был реабилитирован.
Жена — Софья Вениаминовна Лелевич-Луковская.

## Критика непролетарских поэтов
Г. Лелевич известен также как автор критических статей о творчестве Анны Ахматовой («Несовременный современник», журнал «Красная новь»), Александра Грина, Осипа Мандельштама и Бориса Пастернака.

### Избранные труды
- Л. Могилевский. Первое мая. Интернационал. Перекати-поле. Марш Рабоче-Крестьянской Арми (На мотив Тореадора из «Кармен» Бизе). Самара: Типография губернского земства, 1918.
- Стрекопытовщина: страничка из истории контр-революционных выступлений в годы гражданской войны. Гомель, 1919; 2-е издание. — М.—П.: Госиздат, 1923. — 64 с.
- Г. Лелевич (Л. Могилевский). В дни Самарской учредилки. Госиздат, 1921. — 43 стр.
- Голод: Поэма. — Гомель: Госиздат, 1921.
- Набат (Стихи). — Гомель: Госиздат, 1921.
- Октябрь в ставке. Гомель: Гомельский Рабочий, 1922. — 83 с.
- В Смольном (Стихи). — М.: Госиздат, 1924.
- Ленин как историк партии и революции. М.: Госиздат, 1924.
- Г. В. Плеханов и задачи марксистской литературной критики. — 1924.
- В. Я. Брюсов. — 1926.
- Луначарский А., Лелевич Г. Анатоль Франс. — М.: Огонек, 1925. — 32 с.